# Art of Dying
Art of Dying é uma banda de rock canadense liderada por Jonny Hetherington. A banda está atualmente assinando contrato com a Better Noise Records. O baixista Cale Gontier é primo de Adam Gontier, vocalista do Saint Asonia e ex-vocalista do Three Days Grace. Antes de ingressar na banda, Gontier e o guitarrista Tavis Stanley tocaram em outra banda, Thornley.

## Membros

### Atuais
- Jonny Hetherington – vocal (2004–presente)
- Cody Watkins – bateria, vocal de apoio (2016–presente)
- Cale Gontier – baixo, vocal de apoio (2008–presente)
- Tavis Stanley – vocal de apoio, guitarra (2008–presente)

### Anteriores
- Chris Witoski – guitarra (2004–2008)
- Matt Rhode – baixo (2004–2008)
- Flavio Cirillo – bateria (2004–2008)
- Greg Bradley – guitarra (2004–2015)
- Jeff Brown – bateria (2008–2016)

## Discografia

### Álbuns de estúdio
- Art of Dying (2006)
- Vices and Virtues (2011)
- Rise Up (2015)
- Armageddon (2019)

### EPs
- Rise Up (2015)
- Nevermore (2016)
- Nevermore Acoustic (2017)

### Coletâneas
- Let the Fire Burn (2012)